# ويتشولافكين (بحيرة)
بحيرة ويتشولافكين Huechulafquen Lake هي بحيرة تقع في مقاطعة نيوكوين في إقليم باتاغونيا في الأرجنتين.
وهي بحيرة جليدية وتقع في جبال الأنديز في متنزه لانين الوطني على بعد حوالي 25 كم من خونين دي لوس أنديز وحوالي 60 كم من سان مارتن دي لوس أنديز.
وتعتبر واحدة من أكبر بحيرات الأنديز في الأرجنتين. واشتق اسمها من لغة مابوتشي ويعني «بحيرة طويلة». ويبلغ طولها 30 كم.